# Poritia nigra
Poritia nigra är en fjärilsart som beskrevs av Hans Fruhstorfer 1911. Poritia nigra ingår i släktet Poritia och familjen juvelvingar. Inga underarter finns listade i Catalogue of Life.